# Busana
Busana är en ort i kommunen Ventasso i provinsen Reggio Emilia i regionen Emilia-Romagna i Italien. 
Busana upphörde som kommun den 1 januari 2016 och bildade med de tidigare kommunerna Collagna, Ligonchio och Ramiseto den nya kommunen Ventasso. Den tidigare kommunen hade 1 274 invånare (2015).